# Ils étaient des millions
Ils étaient des millions (The Man Trap) est le premier épisode de la série télévisée Star Trek à avoir été diffusé, le 8 septembre 1966 sur la chaîne américaine NBC. Cinquième épisode à avoir été produit, il fut choisi comme pilote en raison de son scénario horrifique.
Dans l'épisode, à la suite de la visite de la planète M-113, le capitaine Kirk et le Dr McCoy laissent involontairement pénétrer dans l’Enterprise une créature extraterrestre ayant la faculté de se métamorphoser en n'importe quel membre de l'équipage. Celle-ci commence à tuer plusieurs d'entre eux.

## Distribution

### Acteurs principaux
- William Shatner : James T. Kirk (VF : Yvon Thiboutot)
- Leonard Nimoy : Spock (VF : Régis Dubost)
- DeForest Kelley : Leonard McCoy
- George Takei : Hikaru Sulu
- Nichelle Nichols : Uhura
- Grace Lee Whitney : Janice Rand

### Acteurs secondaires
- Jeanne Bal : Nancy Crater
- Alfred Ryder : Robert Crater
- Michael Zaslow : Darnell
- Bruce Watson : Green
- John Arndt : Sturgeon
- Larry Anthony : Berkeley
- Vince Howard : membre d'équipage
- Francine Pyne : Nancy III
- Sharon Gimpel : la créature M-113 (vampire de sel)
- Eddie Paskey : Leslie et Connors (non-crédité)
- William Blackburn : Hadley (non-crédité)
- Frank da Vinci : Brent et Vinci (non-crédité)
- Garrison True : le garde de sécurité
- Bob Baker : marionnettiste de Beauregard (non-crédité)
- Budd Albright : Barnhart (non-crédité)
- Jeannie Shepard : une Yeoman (non-créditée)

## Résumé
L'Enterprise arrive en orbite de la planète M-113 pour fournir du ravitaillement et procéder à des examens médicaux de routine du docteur Robert Crater et de sa femme Nancy, avec qui le Dr Leonard McCoy a jadis vécu une liaison. Pour sa part, le couple conduit des recherches archéologiques dans les ruines de la planète depuis cinq ans.
Kirk, McCoy et Darnell, un homme de la sécurité, se téléportent sur la planète. Ils rencontrent le Dr Crater et Nancy Crater, mais chaque membre voit une femme différente. McCoy se dit étonné de voir qu'elle n'a que peu changé depuis la dernière fois qu'il l'a vue, il y a 12 ans. Darnell voit une jeune femme blonde semblable à une femme qu'il a connue sur la planète des plaisirs Wrigley. Kirk voit une femme similaire à celle de McCoy, mais nettement plus âgée.
Nancy est en réalité une créature métamorphe, la dernière survivante de M-113, qui peut prendre l'apparence de tous ceux qu'elle rencontre. Elle hypnotise ses victimes avant de les tuer, en absorbant tout le sel contenu dans leur corps dont elle a un besoin vital. En effet la planète n'a plus de sel. Le reste de son espèce a disparu par suite de cette carence. Elle est la seule survivante, grâce à une relation symbiotique avec le Dr Crater qui fournit à la créature son sel vital ; en retour la créature fournit au docteur une compagnie pour remplacer sa femme qu'elle a assassinée pour survivre.
Errant à bord du USS Enterprise, la créature commence à tuer des membres d'équipage en prenant la forme d'une personne inspirant confiance à la future victime. Elle tue Crater et se transforme de nouveau en Nancy, prête à tuer le docteur McCoy. Kirk et Spock, ayant découvert le secret de Crater, se ruent dans la cabine de McCoy et tentent de le convaincre qu'il ne s'agit pas de la vraie Nancy. Kirk est alors attaqué par la créature qui est sur le point d'aspirer tout son sel corporel. McCoy tue la créature et sauve ainsi la vie de son ami.

## Autour de l'épisode
- L'épisode compte la seule scène de toute la série où Sulu et Rand partagent une scène tous les deux.
- C'est la seule fois de la série où un phaseur est filmé en plongée.
- Le visuel de la planète M-113 est un recyclage de la planète Alfa 177 de L'Imposteur. Ce visuel sera réutilisé pour la planète de silicone de fer dans Les Jumeaux de l'Apocalypse, Argus X dans Obsession et Ardana dans Nuages.
- On revoit un vampire de sel dans le musée de Trelane de l'épisode Le Chevalier de Dalos.
- Des plans de l'épisode seront réutilisés dans L'Équipage en folie
- Dans une ligne de dialogue, Hikaru Sulu bénit le « Grand Oiseau de la Galaxie » ; cette référence sera reprise par les fans comme sobriquet pour Gene Roddenberry qu'ils nommaient affectueusement le « grand oiseau de la galaxie ».
- Quand Nancy Crater marche pour la première fois vers les hauts quartiers de l'USS Enterprise, on peut brièvement entendre un chant de Nichelle Nicols issu de l'épisode Charlie X.
- La scène où Spock est responsable du vaisseau et où Uhura flirte avec lui est suggérée comme étant l'inspiration de la relation entre les deux personnages dans la série de films « reboot » de Star Trek débutée en 2009[1].
- Les mots en Swahili prononcé par la créature M-113 déguisé en membre d'équipage, « c Nina ku dhania mwanamke mzuri », signifie: « Je pense à vous jolie dame ».[réf. nécessaire]

## Production

### Écriture

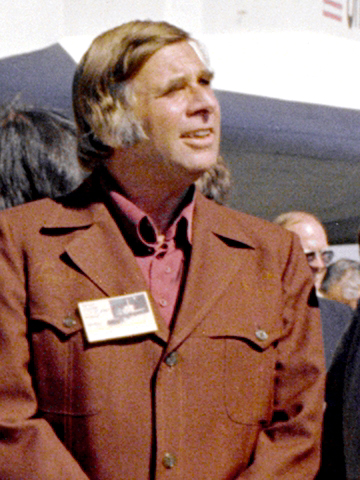
L'épisode est issu des premiers brouillons que Gene Roddenberry avait formulés pour Star Trek.

L'épisode trouve son origine dans les propositions de départ prévues par Gene Roddenberry pour servir de canevas à un épisode de Star Trek. L'équipage fait face à un piège qui leur permet d'exaucer leurs vœux, mais qui se referme sur eux en prenant vie et celui-ci devient de plus en plus subtil jusqu'à ce que l'équipage réussisse à différencier les apparences de la réalité. Le scénario est d'abord confié le 8 avril 1966 au scénariste Lee Erwin qui avait travaillé avec Roddenberry sur la série The Lieutenant. Celui-ci contenait déjà l'idée d'un vampire se nourrissant de sel mais ne fut pas retenu par la production.
Le scénario est alors confié à George Clayton Johnson. Celui-ci avait été engagé originellement sur la recommandation du story-editor (superviseur des scénarios) John D. F. Black pour écrire autre épisode, nommé "Chicago II" dans lequel l'équipage de Enterprise se retrouvait sur une planète où la culture est semblable au Chicago des années 1920. Chicago II fut jugé trop éloigné de l'esprit de la série Star Trek, mais Roddenberry tenait à le garder dans l'équipe. Il suggéra de rajouter plus d'action, créant la capacité de la créature à se métamorphoser. Johnson s'appuya sur The Four Of Us Are Dying, un épisode de la Twilight Zone qu'il avait écrit en 1960 dans laquelle, une personne qui pouvait se transformer en tout ce qu'elle désire. Il suggéra aussi l'idée que la créature soit la dernière de son espèce, s'inspirant de la disparition du Bison américain.

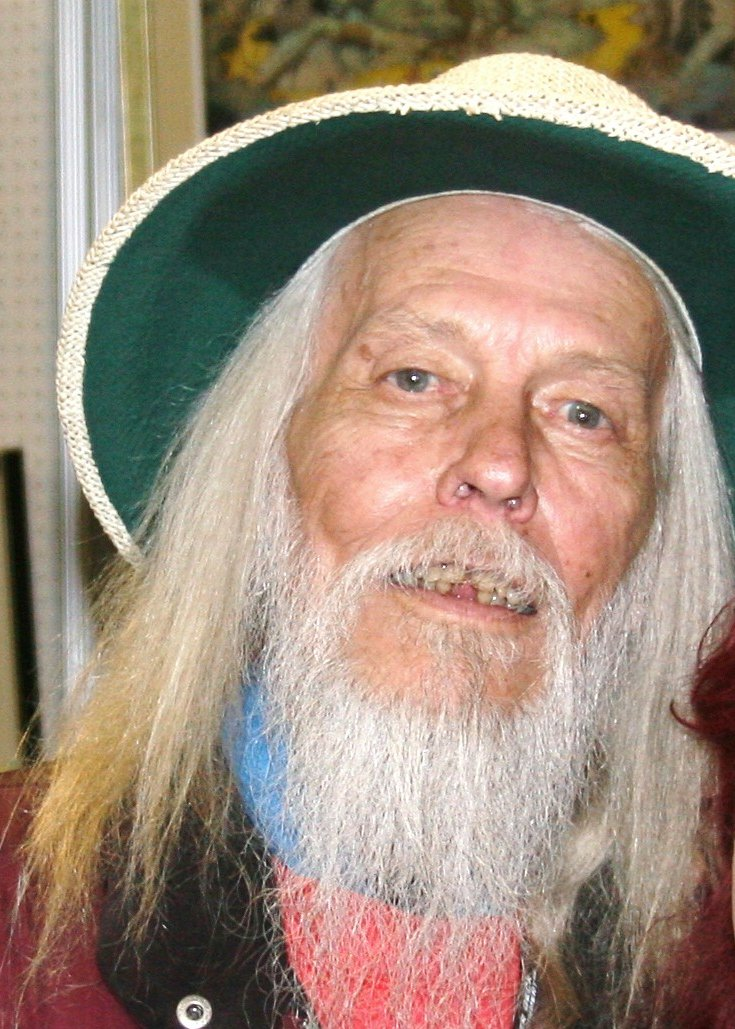
L'épisode est le seul à avoir été écrit par George Clayton Johnson (photographié in 2006).

La rédaction débuta sous le titre provisoire de Damsel With a Dulcimer  (« la demoiselle au hammered dulcimer »)  et Johnson sur les conseils de John Black, amènera la créature à l'intérieur de l'Enterprise afin d'accélérer le rythme de l'épisode. La copie fut rendue le 23 mai 1966, mais NBC trouvait que l'épisode abusait des effets d'hallucination, ce qui le faisait bien trop ressembler à The Cage, le pilote originel de Star Trek produit mais non diffusé. Une nouvelle version fut produite le 31 mai, réduisant le nombre de transformations. Roddenberry et le producteur Robert H. Justman renomment l'épisode sous le titre de The Man Trap (« Le Piège à hommes ») en référence au titre qu'ils avaient proposé à l'origine à Erwin. Ils suppriment aussi une scène où McCoy a peur d'utiliser le téléporteur. Dans le script original, le nom de la mère d'Uhura est mentionné. Elle s'appelait M'Umbha.
Du 16 au 21 juin, Gene Roddenberry réécrira une partie du travail de Johnson. Celui-ci estimera que l'épisode en a été "amoindri" et dira ne pas avoir apprécié le changement de titre. Black avouera lui-même quelques années plus tard que l'épisode tel qu'écrit par Johnson était bien meilleur. Toutefois, ce script original introduisait assez mal le monde de Star Trek, et Johnson avait négligé Spock, personnage qu'il n'aimait pas. Après cet épisode, Johnson proposera une idée de scénario nommé "Rock-A-Bye Baby, or Die!" où l'équipage retombait en enfance. Cet épisode sera pas commissionné et Johnson ne travailla plus sur d'autres épisodes de Star Trek.

### Casting

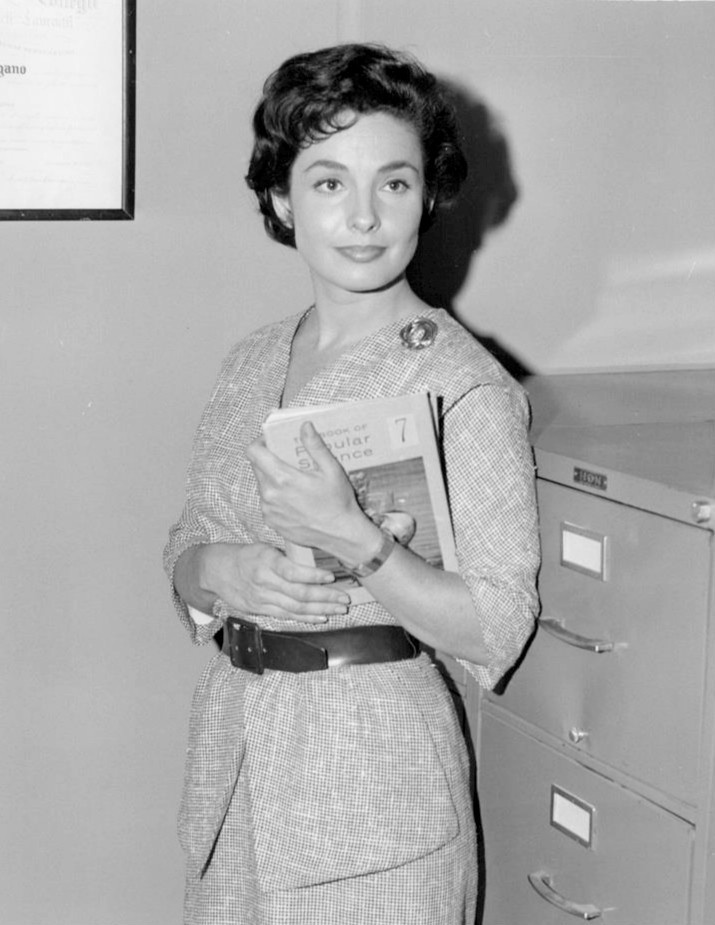
Jeanne Bal joue le rôle de Nancy Crater et la créature qui a pris son apparence.

- Pour accentuer les métamorphoses de la créature vampire, certains acteurs ont été choisis pour leur ressemblance. C'est le cas de Jeanne Bal et de Bruce Watson. Jeanne Bal qui fut engagée pour le rôle de Nancy Crater avait joué par le passé dans la série Perry Mason et était l'une des actrices principales de la sitcom Love and Marriage.
- Alfred Ryder qui joue le rôle de Robert Crater était connu pour des rôles similaires dans des séries comme Les Mystères de l'Ouest et La Quatrième Dimension. Il apparaît par la suite dans la série Les Envahisseurs[12].
- Deux acteurs de l'équipage qui meurent dans cet épisode apparaîtront dans d'autres épisodes de Star Trek : Michael Zaslow réapparaît dans Mudd et John Arndt apparaît dans quatre autres épisodes de la série[12]
- James Doohan n'apparaît pas dans cet épisode, mais on peut l'entendre brièvement dans le communicateur de Kirk. Il s'agit d'un dialogue provenant d'un autre épisode.

### Tournage
L'épisode fut le cinquième de la saison à être filmé et tous avaient dépassé le planning prévu. Marc Daniels, qui fut engagé comme réalisateur pour l'épisode avait déjà filmé avec Desilu Productions des épisodes de la série I Love Lucy. La pré-production commença durant le tournage de L'Imposteur et l'épisode fut filmé du 22 au 30 juin 1966. Les sels futuristes créés par les accessoiristes pour l'épisode furent jugés « impossibles à reconnaître » et furent placés en tant que décorations au milieu des affaires du Dr McCoy. On peut d'ailleurs apercevoir des objets issus d'autres épisodes comme les cylindres aperçus sur une table de Ben Childress dans Trois Femmes dans un vaisseau.
Les scènes à l'intérieur du pont de l' Enterprise furent filmées le 23 juin ainsi que des scènes dans les couloirs, notamment celle de la mort de la créature. Les scènes dans le laboratoire botanique, la salle de réunion et l'infirmerie furent filmées le 27 juin. Le laboratoire n'est d'ailleurs que l'infirmerie redécorée. La plante qui s'anime n'est d'ailleurs une marionnette actionnée sous la table et Grace Lee Whitney racontera plus tard que le marionnettiste ne s'était pas privée de regarder sous sa jupe. Lors des scènes où Spock est à l'infirmerie, Daniels mit du sang vert, Roddenberry détesta l'idée et tenta, en vain, de la corriger en post-production.
Les 29 et 30 juin furent utilisés pour le tournage sur la planète M-113. Tournée en studio, les ruines furent construites à partir de carton recouvert de gunite, une matière proche du ciment afin de leur donner une apparence rocheuse. Le décor recycle aussi de nombreux effets de la planète Alfa 177 de L'Imposteur. Le tournage se termina le 30 juin et fut le premier épisode de la série à avoir été bouclé dans les temps. Daniels fut d'ailleurs engagé immédiatement pour tourner L'Équipage en folie  que le précédent réalisateur venait de laisser tomber. Il fut surnommé "le sauveur de la série" par le producteur Bob Justman. Durant les trois premières saisons, Marc Daniels aura été le réalisateur le plus engagé par la production.
Marc Daniels introduit aussi à partir de cet épisode un système nommé la "cast table" consistant à laisser un lieu où les acteurs des scènes à venir pouvait s'entrainer sur leurs scènes pendant que la scène précédente était tournée. Ce système permit d'accélérer la production des épisodes tout en augmentant leur qualité.

### Costumes et maquillages
L'apparence de la créature provoqua de nombreuses discussions. Justman souhaitait que celle-ci ressemble à une « jeune femme terrifiante » similaire à celle de l'esclave d'Orion vue dans le pilote originel, tandis que NBC voulait que celui-ci ressemble à un animal et que Johnson voulait une femme blême vêtue d'un costume en toile de jute. Mar Daniels quant à lui ne souhaitait pas aboutir à quelque chose qui fasse « monstre de la semaine ».
La créature vampire de M-113 est une création de Wah Chang, un artiste maquilleur hawaiien. La tête fut sculptée en glaise et couverte de plastique et il fut ajouté des doigts ressemblant à des tentacules. Le costume est porté par Sharon Gimpel. L'actrice a été frustrée en apprenant que l'on ne la verrait pas du tout à l'écran. Déjà toute menue, Sharon Gimpel a perdu plusieurs kilos en suant dans ce costume désagréablement chaud. Johnson apprécia le design de la créature estimant qu'on avait l'impression final que l'équipage va tuer « un chien apeuré ».
Le costume fut ensuite gardé dans le bureau de Bob Justman qui commença a accumuler une collection de costumes d'extra-terrestres. Il refera une apparition au cours de la saison comme ornement dans le salon de Trelane (Le Chevalier de Dalos). Si le monstre est nommée officiellement comme "la créature de M-113", elle fut surnommée « la suçeuse de sel » par la production et les fans de Star Trek la surnomme le « vampire de sel »,. Le monstre devait réapparaître dans le film Star Trek mais son costume ne fut pas utilisé par la production.
Le costume que porte le l'homme d'équipage Barnhart ressemble au costume d'un épisode de La Quatrième Dimension nommé The Production and Decay of Strange Particles que Leonard Nimoy portait. Ceci est l'un des nombreux exemples d'emprunts d'accessoires de La Quatrième Dimension par Star Trek, notamment les créatures de l'artiste maquilleur Janos Prohaska. À l'occasion, Prohaska modifiait ses créatures pour en faire des monstres pour le zoo de Talos IV (The Cage) ou le Horta (Les Mines de Horta).

### Post-production
En post-production, Bob Justman proposa d'ajouter une narration en voix-off au début de l'épisode. Roddenberry trouva l'idée intéressante et écrit quelques lignes du « journal du capitaine » qui deviendra une des signatures de la série.
Alexander Courage compose la musique de l'épisode et l'enregistre le 19 août 1966 en même temps que le thème de la série avec un orchestre de 25 instruments. La musique, bizarre et effrayante, est détesté par Gene Roddenberry, en dépit de son utilisation plusieurs fois au cours de cette saison.
Il fallut deux mois pour effectuer les effets spéciaux de cet épisode, ce qui fut jugé "rapide" en comparaison du temps prévu pour les autres épisodes. C'est le son d'un ricochet qui est utilisé quand Crater est paralysé par un tir de phaseur. La voix de l'acteur Alfred Ryder a été lentement atténuée pour simuler l'effet de paralysie. Dans les premiers épisodes, des effets lumineux indiquent le sens de déplacement de l'ascenseur, verticalement ou horizontalement. Ces effets se retrouveront plus tard sur l'une des consoles de l'ingénierie. Dans l'une des scènes d'alerte rouge, dans les corridors du vaisseau, des hommes d'équipage portent des uniformes à col roulé. Il s'agit d'une scène recyclée et jamais utilisée de Où l'homme dépasse l'homme.

## Thèmes abordés

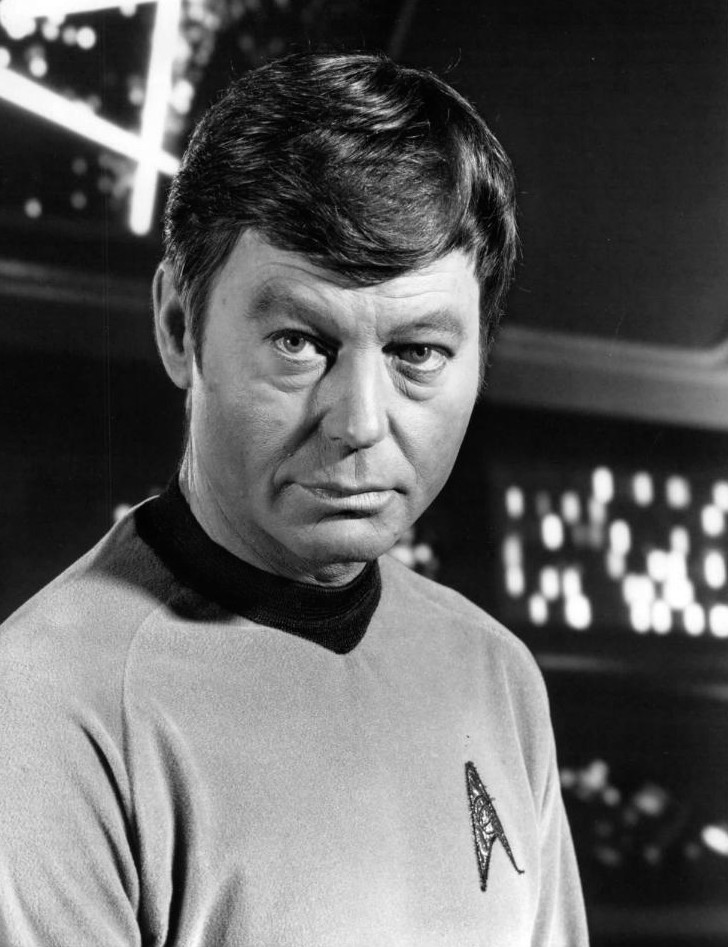
Dr McKoy de Star Trek

Cet épisode aborde les limites de ce que l'on peut faire, comprendre et pardonner en situation de survie ainsi que les fragilités humaines face aux pièges de l'apparence et du désir.
Le vampire extraterrestre est une idée récurrente dans la science fiction que l'on trouve dès 1908 dans le livre de Gustave Le Rouge Le Prisonnier de la planète Mars. On retrouve cet archétype entre autres dans les séries Blake's 7 ("Sand") , Doctor Who ("State of Decay" et "Les Vampires de Venise") et Babylon 5 ("Le Chasseur d’âmes").

## Diffusions

### Diffusion aux États-Unis
En août 1966, la compagnie Desilu décide de montrer les épisodes disponibles à la NBC afin de décider lequel diffuser en premier. Alors que Où l'homme dépasse l'homme avait été tourné en tant que pilote, celui-ci fut écarté par les exécutifs car comportant "trop d'exposition." Les épisodes L'Équipage en folie , Trois Femmes dans un vaisseau et Ils étaient des millions furent considérés et ce dernier fut choisi car son côté horrifique le rendait plus prenant que les autres. La décision ne fut pas appréciée par Gene Rodenberry et William Shatner, celui-ci considérant qu'il s'agit du plus mauvais épisode du lot.
Le 8 septembre 1966, le tout premier épisode de Star Trek fut retransmis sur l'antenne de la NBC. Il fut diffusé au milieu de trois autres séries diffusés en prime time entre la série télé Tarzan avec Ron Ely et The Hero (série télévisée, 1966) avec Richard Mulligan. Sur les chaînes concurrentes, ABC et CBS, on ne trouvait que les rediffusions estivales d'anciens programmes.
L'épisode fut le premier en termes d'audience ce soir-là avec une note de 25,2 points sur l'Échelle de Nielsen et 46,7 % d'audience durant la première demi-heure. La seconde partie fut suivie par 42,2% des téléspectateurs et baisse à 24,2 points à la suite de la diffusion de Ma sorcière bien-aimée sur ABC et le film de la nuit sur CBS. Les épisodes suivants verront une baisse d'audience.
L'épisode fut rediffusé pour la première fois en haute définition remasterisée le 29 septembre 2007 en syndication.

### Diffusion au Canada, Royaume-Uni et Québec
Au Canada, l'épisode fut diffusé avec deux jours d'avance, le 6 septembre 1966.
Au Royaume-Uni, il fallut attendre le 12 juillet 1969 pour une diffusion de Star Trek sur BBC One. Les épisodes furent diffusés dans un ordre complètement différent de celui des États-Unis et le premier épisode fut "Où l'homme dépasse l'homme". "Ils étaient des millions" ne fut diffusé qu'en treizième position, le 4 octobre. Les épisodes étaient d'ailleurs diffusés à l'époque en noir et blanc.
En version francophone, l'épisode fut diffusé au Québec en 1971. 

### Diffusion en France
En France, il faut attendre le 23 août 1986 pour que l'épisode soit diffusé, lors de la rediffusion de l'intégrale de Star Trek sur La Cinq.

## Réception critique
Dans une interview qu'il donna en 1988 pour le livre The Star Trek Interview Book, Marc Johnson affirma que la réaction de la plupart des critiques devant l'épisode fut "la perplexité la plus totale." Peu de temps avant la diffusion de l'épisode, The Daily Reporter dira de Star Trek qu'il s'agit d'une autre série de science fiction "aux suppositions farfelues" mais saluera le jeu d'acteur de William Shatner et le scénario des premiers épisodes. Un journal de l'Illinois nommée l' Edwardsville Intelligencer qualifia la révélation de la créature à la fin de l'épisode "un saut dans les grands scénarios de sf.". Un journaliste du Daily Variety donnera à l'épisode une critique défavorable d'une série dont il trouve qu'elle "manque d'un acteur significatif pour diriger l'équipe" et estimera que William Shatner "marche de façon mécanique et use de violence pour produire un semblant d'excitation." L'édition hebdomadaire du même magazine offre une opinion similaire, jugeant que l' Enterprise "se traine pendant une heure et n'offre de reliefs que dans la violence, les meurtres, les accessoires moches et les monstres désastreux."
Dans les avis plus récents, Zack Handlen du site The A.V. Club donne à l'épisode la note de "A-" estimant que l'épisode comme "très bien fait" avec une histoire sombre et ambigüe. En 2009, Torrie Atkinson et Eugene Myers en donne la note de quatre sur six pour le site Tor.com, estimant qu'il introduit bien les différents personnages, même si certains éléments de la série ne sont pas encore en place, comme les fameux membres d'équipage en tunique rouge. L'épisode montre bien que la série avait "quelque chose de spécial" et la diversité ethnologique de sa distribution reste toujours impressionnante. Sur le même site toutefois, Ryan Britt écrit que cet épisode est une mauvaise introduction à la série malgré le temps d'antenne plus important donné à Rand, Uhura et Sulu par rapport au reste de la série. Il trouve aussi que l'épisode porte des réminiscences de La Quatrième Dimension.
Dans un classement pour le site Hollywood.com, Christian Blauvelt place cet épisode à la 73e position sur les 79 épisodes de la série originelle. Il trouve le monstre "incroyablement sans intérêt." Celui-ci fut aussi classé dans une liste des "créatures les plus ringarde de la série classique" par le magazine Wired en 2007, mais aussi classé dans la liste des dix meilleurs méchants de la franchise par le magazine Rolling Stone.

## Novélisation
L'épisode fut novélisé sous forme d'une nouvelle de 14 pages portant le titre de "The Unreal McCoy" ("Le McCoy irréel") par l'auteur James Blish dans le livre Star Trek un recueil compilant différentes histoires de la série et sortit en janvier 1967. Une lecture de cet épisode fut disponible sous forme de cassette audio en 1982. En France, cette novélisation fut publiée en 1991 aux éditions Claude Lefrancq Éditeur sous le nom de "Star Trek : La dernière créature" par Paul Couturiau.

## Éditions commerciales
Aux États-Unis, l'épisode est disponible sous différents formats. En 1985, l'épisode est sorti en édition LaserDisc VHS et Betamax avec l'épisode "Charlie X". L'épisode sortit en version remastérisée sous format DVD avec "L'Équipage en folie" en 1999 et 2004  et dans une nouvelle remastérisation pour l'édition Blu-ray de la série en avril 2009.
En France, l'épisode fut disponible avec l'édition VHS de l'intégrale de la saison 1, sortie le 13 janvier 2000. L'édition DVD est sortie le 30 août 2004 et l'édition Blu-ray le 29 avril 2009.

## Ouvrages de références
- (en) David Alexander, Star Trek Creator : The Authorized Biography of Gene Roddenberry, New York, Roc, 1995, 672 p. (ISBN 0-451-45440-5)
- (en) Allan Asherman, The Star Trek Compendium, New York, Pocket Books, 1986, 184 p. (ISBN 978-0-671-62726-3)
- (en) Allan Asherman, The Star Trek Interview Book, New York, Pocket Books, 1988, 278 p. (ISBN 978-0-671-61794-3)
- (en) Jeff Ayers, Voyages of Imagination, New York, Pocket Books, 2006, 800 p. (ISBN 978-1-4165-0349-1)
- (en) Paula M. Block et Terry J. Erdmann, Star Trek : The Original Series 365, New York, Abrams, 2010 (ISBN 978-0-8109-9172-9)
- (en) Marc Cushman et Susan Osborn, These are the Voyages : TOS, Season One, San Diego, CA, Jacobs Brown Press, 2013 (ISBN 978-0-9892381-1-3)
- (en) Christine Gentry et Sally Gibson-Downs, Greenberg's Guide to Star Trek Collectables, Sykesville, Md., Greenberg Pub., 1991 (ISBN 978-0-89778-217-3)
- (en) Lincoln Geralty, The Influence of Star Trek on Television, Film and Culture, Jefferson, N.C., McFarland, 2008, 252 p. (ISBN 978-0-7864-3034-5, lire en ligne)
- (en) David Greven, Gender and Sexuality in Star Trek : Allegories of Desire in the Television Series and Films, Jefferson, N.C., McFarland & Co., 2009, 233 p. (ISBN 978-0-7864-4413-7)
- (en) Edward Gross et Mark A. Altman, Captain's Logs : The Complete Trek Voyages, Londres, Boxtree, 1993 (ISBN 978-1-85283-899-7)
- (en) Steve Kelley, Star Trek : The Collectables, Iola, WI, Krause Publications, 2008, 256 p. (ISBN 978-0-89689-637-6)
- (en) Eileen R. Meehan, Why TV is Not Our Fault, Lanham, MD, Rowman & Littlefield, 2005 (ISBN 978-0-7425-2485-9)
- (en) John Kenneth Muir, A History and Critical Analysis of Blake's 7, the 1978–1981 British Space Adventure, Jefferson, N.C., McFarland, 2000, 217 p. (ISBN 978-0-7864-0600-5)
- (en) Michael Okuda, Denise Okuda et Debbie Mirek, The Star Trek Encyclopedia : A Reference Guide to the Future, New York, Pocket Books, 1994 (ISBN 978-0-671-86905-2)
- (en) Gene Roddenberry, Star Trek, Los Angeles, Desilu Studios, 1964, PDF (lire en ligne)
- (en) William Shatner et Chris Kreski, Star Trek Memories, New York, HarperCollinsPublishers, 1993 (ISBN 978-0-06-017734-8)
- (en) Herbert F. Solow et Robert H. Justman, Inside Star Trek : The Real Story, New York, Pocket Books, 1996, 458 p. (ISBN 978-0-671-89628-7)
- (en) Grace Lee Whitney et Jim Denney, The Longest Trek : My Tour of the Galaxy, Clovis, CA, Quill Driver Books, 1998 (ISBN 978-1-884956-05-8)
- (en) Michael Westmore, Alan Sims, Bradley M. Look et William J. Birnes, Star Trek : Aliens & Artifacts, New York, Pocket Books, 2000, 208 p. (ISBN 978-0-671-04299-8)